# Сан Панфило д'Окре (Л'Аквила)
Сан Панфило д'Окре (итал. San Panfilo d'Ocre) је насеље у Италији у округу Л'Аквила, региону Абруцо.
Према процени из 2011. у насељу је живело 254 становника. Насеље се налази на надморској висини од 844 м.

## Становништво
Према резултатима пописа становништва 2011. у општини је живело 1.110 становника.
| 1931. | 1936. | 1951. | 1961. | 1971. | 1981. | 1991. | 2001. | 2011. |
| ----- | ----- | ----- | ----- | ----- | ----- | ----- | ----- | ----- |
| 1.421 | 1.329 | 1.252 | 1.053 | 957   | 887   | 984   | 1.020 | 1.110 |